# Jerson Dos Santos
Jerson Emiliano Dos Santos (* 1. Mai 1986) ist ein angolanischer Fußballschiedsrichterassistent. Er steht als dieser seit 2009 auf der Liste der FIFA-Schiedsrichter.

## Karriere
Als Assistent begleitete er unter anderem Spiele der U-17-Weltmeisterschaft 2015 und U-20-Weltmeisterschaft 2017 sowie, bei mehreren Afrika-Cups, als auch beim FIFA-Arabien-Pokal 2022 und der Weltmeisterschaft 2018. Zur Weltmeisterschaft 2022 wurde er ins Aufgebot der Assistenten berufen.